# Просалентис, Эмилиос
Эмилиос Просалентис (греч. Αιμίλιος Προσαλέντης; 1859, Венеция — 1926, Афины) — известный греческий художник-маринист.

## Биография

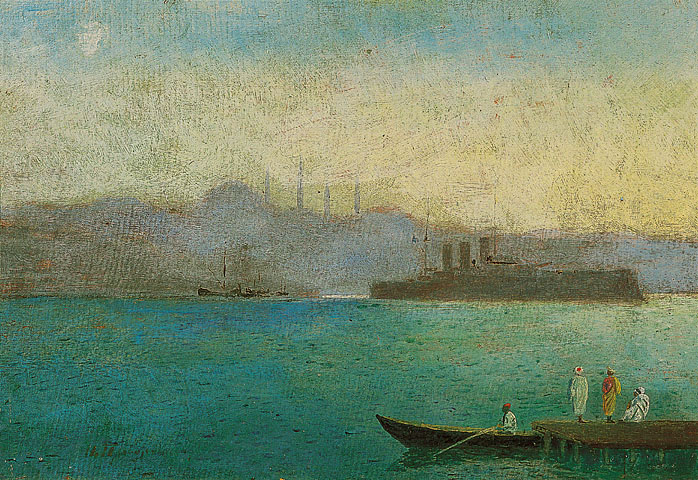
Греческий «Георгиос Авероф (крейсер)» в Константинополе в 1919 году

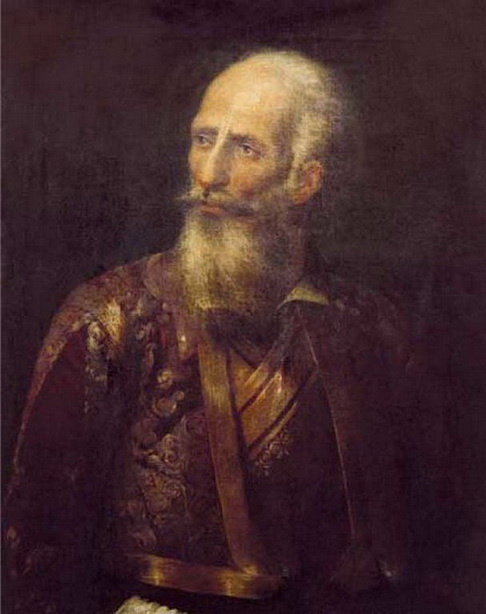
Иоаннис Макрияннис в старости.

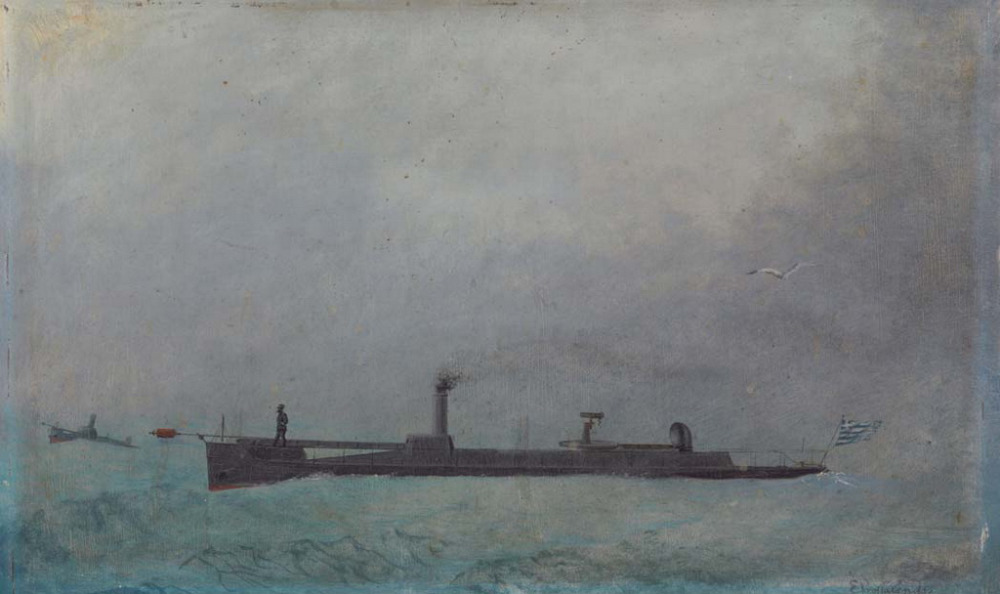
Ференики (миноносец).

Эмилиос Просалентис родился в 1859 году на острове Керкира. Происходил из известного рода острова и был сыном художника Спиридона Просалентиса. Его брат, Павлос, также стал известным художником. Первые уроки живописи получил на Керкире, у своего отца.
В Париже учился на инженера. Вернувшись в Грецию, Просалентис поступил в военно-морской флот.
Первоначально его живопись была ограничена работами по маслу, а тематика была исключительно морская.
В последние годы своей жизни писал акварели. Среди известных картин Просалентиса числятся: Торпедирование «Фетхи Булента», Крейсер «Миаулис», Морское сражение у Дарданелл, Прорыв брига Арис из Наварина, Сожжение турецкого флагмана в Эресос и др κ.ά..
Умер Эмилиос Просалентис в 1926 году, в Афинах.